# 鼕泊島
鼕泊島（とうどまりじま）は長崎県佐世保市小佐々町にあり、架橋されている有人島である。

## 概要
同島は神埼地区の北方、前島の南西に位置する有人島である。北九十九島を構成する島の一つ。
1976年（昭和51年）、前島との間に「鼕泊橋」が完成している。
- 鼕泊橋

## 交通
長崎県道18号佐々鹿町江迎線、矢岳 → 前島 → 鼕泊島